# Avaya
Avaya Inc. là công ty viễn thông tư nhân chuyên cung cấp công nghệ thoại doanh nghiệp và trung tâm khách hàng. Tiền thân là bô phận Truyền thông doanh nghiệp của Lucent Technologies, Avaya tách ra và trở thành công ty độc lập vào ngày 1 tháng 10 năm 2000 với 34.000 nhân viên.
Kể từ khi tách ra, Avaya đã bán các bộ phận sản xuất và kết nối và mua lại nhiều công ty khác để hỗ trợ cho các dòng sản phẩm hiện tại - Vista, VPNet. Quintus, Routescience, Nimcat Networks, Spectel, Ubiquity Software và Traverse Networks. Các kên phân phối đã tăng trưởng từ 98% bán trực tiếp thành 50% cho bán trực tiếp và 50% qua nhà phân phối. Donny Ward, (cựu AT&T từ Shreveport Works, thị trường bắc Louisiana) hiện là phó chủ tịch phụ trách kênh phân phối.
Avaya cũng mở rộng tại châu Âu qua việc mua lại công ty Tenovis và tại châu Á thông qua cổ phần kiểm soát trong Tata Telecom (nay là Avaya Global Connect).
Tính tới năm 2007, Avaya có khoảng 18.000 nhân viên, 40% làm việc ngoài nước Mỹ. Hội sở toàn cầu của Avaya đặt tại Basking Ridge, New Jersey được điều hành bởi Louis D'Ambrosio với cương vị Giám đốc điều hành. Ngày 9 tháng 6 năm 2008, vì lý do y tế, Louis D'Ambrosio đã rời bỏ cương vị này và vị trí tạm thời được Charlie Giancarlo đảm nhiệm. Công ty Heidrick & Struggles đã được thuê để tìm kiếm Giám đốc điều hành mới.
Avaya là nhà cung cấp Truyền thông hội tụ chính thức cho FIFA World Cup năm 2002 và 2006. Avaya cũng cung cấp mạng truyền thông cho FIFA World Cup 2002 và FIFA Women's World Cup 2003.
Ngày 26 tháng 10 năm 2007 Avaya đã được hai công ty quản lý quỹ tư nhân - TPB Capital và Silver Lake Partners mua lại với giá $8.2 tỷ đô la Mỹ. Kết quả của giao dịch này biến Avaya thành công ty tư nhân và rút khỏi thị trường chứng khoán. Ngày 9 tháng 11 năm 2007, các công ty hoàn tất thương vụ mua bán và cổ đông Avaya được nhận 17,50 Đô la Mỹ cho mỗi cổ phiếu phổ thông.

## Các dòng sản phẩm hiện tại

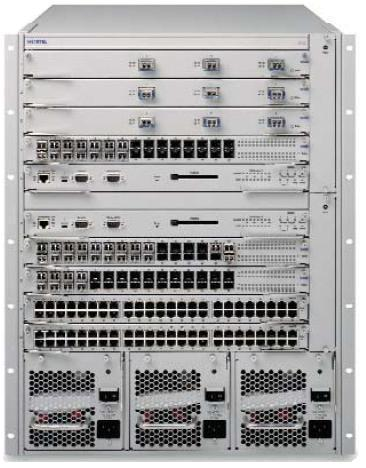
Avaya ERS-8600